# Оушен Хай
Оушен Хай (справжнє ім'я Хай Мінвей; кит. 海鸣威. піньїн. Hǎi Míngwēi нар. 10 липня 1982) — китайський співак та актор з міста Гуанчжоу.

## Біографія
У 2000 році 18-річний Хай Мінвей виграв національний музичний конкурс Новий ідол. У 2005 Джекі Чен (не слід плутати з Джекі Чаном) запросив його як спеціального гостя до музичної драми «Сюе Лан Ху», там він самостійно зіграв сім ролей. У 2006 підписав контракт з EEG.
19 травня 2007 року випустив свій перший альбом «Dance Dance Dance», головна пісня якого 老人与海 (Старий і море) отримала назву від одноіменного роману який написав Ернест Гемінґвей, натхнення прийшло з того що ім'я автора дуже схоже на Хай Мінвей. Псевдонім Ocean Hai отримав в Імператорській розважальній групі.